# Соломон (магістр армії)
Соломон (бл. 490 — 544) — державний та військовий діяч Візантійської імперії.

## Життєпис
Походив з родини військових-лімітанеїв. Народився близько 490 року у фортеці Ідріфтон (Північна Месопотамія). В дитинстві зазнав травми, внаслідок чого не міг мати дітей. Обрав собі військову кар'єру, що почалася за часів імператора Анастасія I. Ймовірно, брав участь у численних війнах з Персією. Відомо, що близько 505 року його було призначено дуксом Месопотамії. У 527 році призначається доместиком під час війни Велізарія з персами.
У 533 році брав участь у Вандальській війні. Відзначився в битві при Ад Децумі. Після захоплення Карфагену Соломона було відправлено з цією звісткою до імператора. Навесні 534 року призначено magister militum Africae (військовим магістром Африки), а вже восени того року — префектом преторія Африки (змінив Архелая, що не міг впоратися). Тим самим Соломон поєднав цивільне і військове керування нової провінції. Став активно впроваджувати постанови імператора Юстиніана I щодо відновлення римської податкової системи, конфіскації земель вандалів, переслідувати християнські секти.
У 534 році, невдовзі після того, як Велізарій залишив Африку, повстало плем'я маврусіїв в Нумідії. На Соломона напали нумідійські бербери. Ябда, цар Ореса, спустошував Нумідію, а в Бізацені наступали війська берберських вождів Куцини, Есділаси, Медісініси, Юрфурти. Вони знищили кінний корпус гуна Егана і фракійця Руфіна. Проти Ябди Соломон відправив війська берберів Массона, Ортаї, Мастія. Проте ці вожді займали вичікувальну позицію. Втім у битві біля Мамми 535 року Соломон завдав тяжкої поразки маврусіям. Біля гори Бургаон Соломон завдав поразки племені маврусіїв, захопивши вождя Есділасса. Проте спроба підкорити державу Ябди не вдалася. Слідом за цим магістр залишив війська для охорони Нумідії, а сам повернувся до Карфагену. За цим відправив флот для придушення повстання маврусіїв у Сардинії.
536 року проти Соломона незабаром піднялася частина армії, якій деякий час не платили. Іншою причиною за свідченням історика Прокопія Кесарійського було те, що візантійські вояки пошлюбилися з дружинами і доньками вандалів й тому претендували на їх землі. Але за рішенням імператора усі землі, що належали вандалам повинні були перейти до державного фіску. Цю політику твердо проводив Соломон. Повсталих вояків очолив Стотза. Невзмозі протидіяти останнього Соломон втік до Сицилії, де заховався в Сіракузах. Соломон позбавлено посади префекта і магістра, замість нього очолив префектуру Симмах.
Велізарій зміг на деякий час відбити напад повсталих від Карфагену. За цих обставин імператор відправив Симмаху свого родича Германа, що 537 року переміг Стотзу у битві при Целлас Ватарі. В результаті Стотза тікає до Мавро-римського царства.
539 році вдруге призначається преторіанським префектом Африки. Водночас отримав титул потракія й стає почесним консулом. На допомогу Соломону імператор Юстиніан I відправив військо під командуванням Феодора Каппадокійського і Ільдігера. З самого початку став проводити політику з виселення з Африки невдоволених та вандальських вдів. Соломон створює якісну внутрішню армію, швидше за все з місцевого військового контингенту, зміцнює кордони. На берберські племена дії стращанням, застосуванням сили і підкупом вождів.
Водночас здійснив декілька походив проти давнього суперника Ябди, якого зрештою переміг у битві при Бабосі. Після цього захопив важливі фортеці Зербулу і Тумар, а незабаром форт СкеляГермініан, де зберігалася скарбниця Ябди та його родина. Внаслідок цього візантійська влада була встановлена над Оресом. Переслідуючи супротивника вдерся до Мавро-римського царства, де завдав поразки царю Мастігасу, встановивши владу на прибережною територією колишньої римської провінції Мавританія Перша. Берберів було відсунуто вглиб континенту. У Нумідії і Мавританії Цезарійській наказав побудувати мережу фортець для захисту від берберів. Стабілізація ситуації й встановлення миру протягом 4 років сприяло відновленню господарства й торгівлі.
У 542—543 в Африці вирувала потужна епідемія чуми, що завдало значного збитку населенню та війську, послабивши візантійців. Цим вирішили скористатися невдоволені бербери. Попереджаючи це Соломон 543 року наказав стратити брата Антали, царя Гафси. У 544 році небіж Соломона — Сергій, дука Триполі наказав вбити 80 посланців племені лефата, чим спричинив потужне повстання в Триполітанії та Бізацені. Соломон на чолі потужного війська виступив проти берберів, але зазнав поразки у битві біля Кіліуму, де й загинув. Новим очільником преторіанської префектури Африки було призначено Сергія.